# Thunderground Mixtape Vol.2
Thunderground Mixtape Vol. 2는 Dok2가 2010년 4월 6일에 발매한 믹스테이프 음반이다.

## 배경
첫 EP인 Thunderground EP를 모두 판매하는 등 저력을 보여준 도끼는 애초에 2010년 4월 믹스테이프가 예정되어있었다. 2010년 3월 25일 트랙리스트를 공개하며 새 음반 소식을 알렸다. 이 음반에는 타블로, 더 콰이엇, 비지 등이 참여한 것으로 전해졌으며, 또한 원래 도끼 음악의 대부분을 차지했던 스웨거 트랙(Swagger Track)을 줄이고 사랑 노래를 다수 수록했다고 한다. 대부분의 곡을 자신이 프로듀싱하는 도끼는 이번 음반에는 타 프로듀서에게도 여러 곡을 받아 작업하였다.

## 수록곡
1. Free#1 (Prod.By Gonzo)
2. Dub G (Prod.By Gonzo)
3. It's On (Feat.Simo) (Prod.By Gonzo)
4. Hypnotized (Prod.By Gonzo)
5. B-Side Rap 2
6. Tonight (Feat. MYK) (Prod.By G-Slow)
7. Smiles&Crys (Feat. Tablo & Willy Lee) (Prod.By Gonzo)
8. Free#2 (GonzaBoy Sell'em) (Prod.By Gonzo)
9. 비스듬히 걸쳐 (Feat. Juvie Train) (Prod.By Gonzo)
10. Girl Girl (Feat. The Quiett & Rado) (Prod.By Prima Vista)
11. Shawty (Feat. Bizzy & J-Dogg) (Prod.By J-Dogg)
12. Free#3 (Feat. Beatbox DG) (Prod.By Beatbox DG)
13. 자유와 돈 (Feat. B-Free) (Prod.By Gonzo)
14. 진지3 (Feat. Hotclip) (Prod.By Gonzo)
15. Gonzo State of Mind (Prod.By Gonzo)
16. Thunderground King 2 (Prod.By Gonzo)
17. Rules(Skit)
18. Hurt (Prod.By Gonzo)